# Cité de cinéma Ghazali

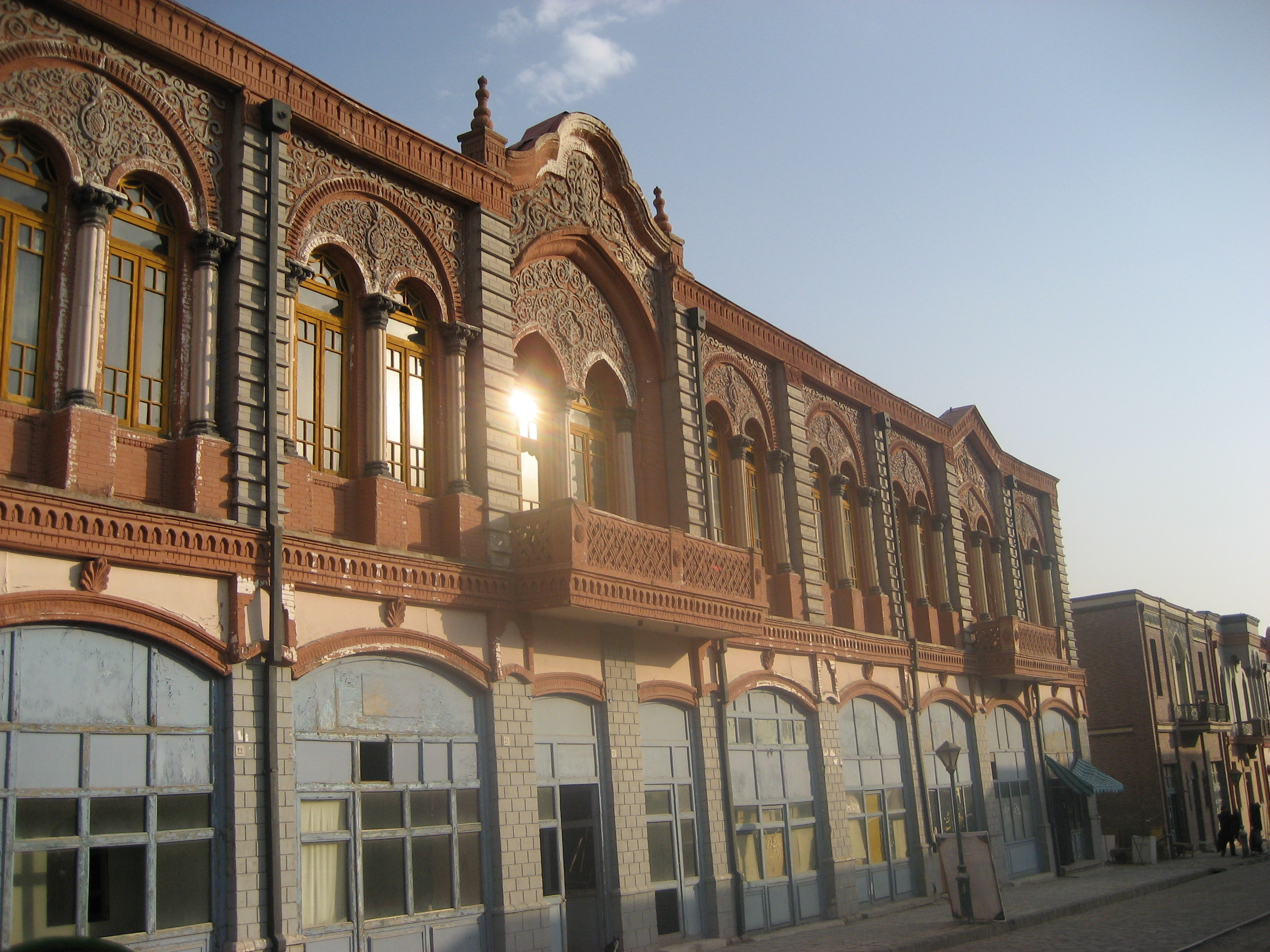
Un decour du quartier de Laleh-Zar à la Cité de cinéma Ghazali

Cité de cinéma Ghazali (en persan: شهرک سینمایی غزالی) est un site cinématographique situé à l'ouest de Téhéran à côté de l'autoroute Téhéran-Karaj. 

## Historique
La Cité de cinéma Ghazali a été construite sur une initiative d'Ali Hatami, le support des artistes et cinéastes iraniens et avec des subventions gouvernementales. C'est un site où les anciens quartiers de Téhéran sous la Dynastie Kadjar et Dynastie Pahlavi du siècle dernier ont été reconstruits pour les besoins des tournages des films et téléséries.